# Oberonia raoi
Oberonia raoi là một loài thực vật có hoa trong họ Lan. Loài này được L.R.Shakya & R.P.Chaudhary mô tả khoa học đầu tiên năm 2000.